# Textilfabrik Hammersen

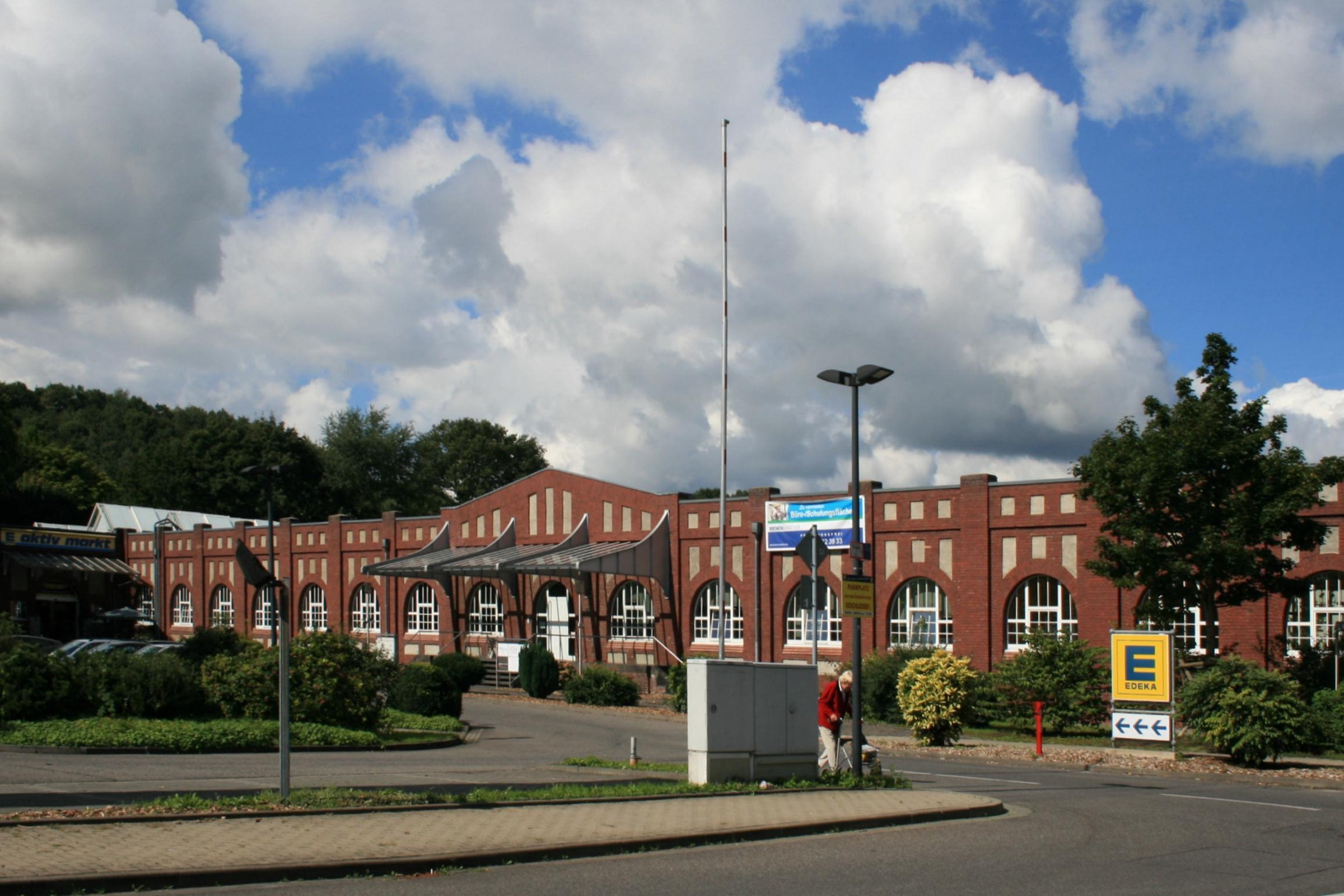
Ehemalige Textilfabrik Hammersen (2010)

Die ehemalige Textilfabrik Hammersen steht im Stadtteil Pongs in Mönchengladbach (Nordrhein-Westfalen), Dahlener Straße 562, 570.
Das Gebäude wurde 1905/1906 erbaut. Es ist unter Nr. D 006 am 4. Dezember 1984 in die Denkmalliste der Stadt Mönchengladbach eingetragen worden.

## Architektur
Im Ortsteil Pongs steht ein umfangreicher Fabrikkomplex in Backsteinmassivbauweise mit überdachender Hallenkonstruktion aus Flachbogen-Stahlbindern und gewölbten Deckenschalen aus eisenarmiertem Bimsbeton. Die Gebäude wurden 1905/1906 errichtet, 1910 und 1916 im zweiten Bauabschnitt erweitert.

### Fabrikgebäude
Im Osten zusammengefasst hinter einer monumentalen Giebelfassade stehen Kesselhaus und zweigeschossige Maschinenhalle, jeweils freitragend überdeckt, beidseitig von in den Baukörper eingebundenen Wassertürmen flankiert, dahinter als asymmetrischer Akzent der zugehörige Fabrikschornstein. Anschließend in zurückliegender Bauflucht langgestreckter eingeschossiges Flachbau auf hohem Kellersockel, der Büros, die ehemaligen Sortier- und Laderäume sowie den durch Glaskuppeln belichteten Erschließungsgang enthält im Westen als vortretender Seitenflügel dreischiffiges Lagerhaus mit seitlich zurückversetztem Werkstattanbau erst 1910 hinzugefügt.

### Direktorenvilla
Es handelt sich um einen Putzbau von eineinhalb Geschossen über annähernd quadratischem Grundriss; hoher vorspringender Kellersockel, überstehendes Mansarddach mit dreiviertel Walm und kastenartig verschaltem Traufgesims.